# Antoine de La Garanderie
Antoine Payen de La Garanderie (Ampoigné, 22 marzo 1920 – Parigi, 27 giugno 2010) è stato un filosofo e pedagogista francese. Ha sviluppato teorie sulla "gestione mentale" nell'apprendimento.

## Ricerche
La sua ricerca rientra nel quadro della fenomenologia, la "fenomenologia degli atti di conoscenza" e concettualizza una pedagogia da quella che chiama la "didattica degli atti di conoscenza". 
Propone anche un'etica del sapere che mette in discussione la relazione educativa. Esamina le ragioni del successo e dell'insuccesso degli studenti e descrive i processi coinvolti nel pensiero e nell'apprendimento, inclusa la necessità di insegnare agli studenti i processi cognitivi per qualsiasi acquisizione di conoscenza. Propone una didattica degli "atti di conoscenza", che è parte della prospettiva della pedagogia differenziata, la quale si sforza di rendere il soggetto partecipe del suo apprendimento.